# Архипчук Вадим Антонович
Вадим Антонович Архипчук (6 липня 1937 — 15 січня 1973) — український легкоатлет, спринтер, учасник Олімпійських ігор 1960 (200 метрів) та 1964 (400 та 4х400 метрів) років, 11-разовий чемпіон СРСР в бігу на 400 метрів і в естафетах (4х100 та 4х400 метрів), 5-разовий чемпіон УРСР в бігу на 200 та 400 метрів, співавтор чотирьох рекордів СРСР в естафеті 4х400 метрів, 6-разовий рекордсмен УРСР в бігу на 400 метрів, співавтор 7 рекордів УРСР в естафетах 4х100 та 4х400 метрів.
Вадим Архипчук народився у родині Антона та Ірини Архипчуків. Батько Вадима працював вантажником, мати була домогосподаркою. Легкою атлетикою почав професійно займатись у добровільному спортивному товаристві «Спартак» в 1955 році під керівництвом Віктора Григоровича Лунькова (з 1963 року — заслужений тренер УРСР), який залишався тренером спортсмена впродовж всієї його кар'єри. Був членом збірних СРСР та УРСР.
Представляв місто Київ, виступав за добровільне спортивне товариство «Спартак», а з 1962 року — за Спортивний клуб Збройних Сил (СКА).
Норматив майстра спорту СРСР виконав 8 травня 1959 року на дистанції 100 метрів (10,4).
У 1953—1955 роках навчався в Київському автомобільно-дорожному інституті, який полишив на третьому курсі задля вступу до Київського державного інституту фізичної культури, який закінчив у 1961 році. За освітою — педагог.

## Найкращі результати по роках
|                       | 1957 | 1958 | 1959   | 1960   | 1961   | 1962   | 1963   | 1964   | 1965   | 1966   | 1967 |
| --------------------- | ---- | ---- | ------ | ------ | ------ | ------ | ------ | ------ | ------ | ------ | ---- |
| в приміщенні          |      |      |        |        |        |        |        |        |        |        |      |
| 60 м                  |      |      |        | 6,8    |        |        |        |        |        |        |      |
| 100 м                 |      |      | 10,9   |        |        |        |        |        |        |        |      |
| 300 м                 |      |      |        |        |        |        |        | 34,6   |        |        |      |
| 600 м                 |      |      |        |        |        |        |        | 1.19,6 |        |        |      |
| на відкритому повітрі |      |      |        |        |        |        |        |        |        |        |      |
| 100 м                 | 10,6 | 10,8 | 10,4   | 10,4   | 10,5   |        | 10,4   |        |        |        |      |
| 200 м                 | 21,6 | 21,3 | 21,3   | 21,1   | 21,3   | 21,5   | 21,2   | 21,4   | 21,3   |        |      |
| 400 м                 |      |      |        | 46,9   | 46,9   | 46,7   | 46,3   | 46,8   | 46,5   | 47,4   | 47,5 |
| 4х100 м               |      | 40,5 | 40,9   | 40,6   | 40,6   |        |        |        |        |        |      |
| 4х400 м               |      |      | 3.16,9 | 3.11,8 | 3.10,4 | 3.09,8 | 3.08,6 | 3.05,9 | 3.09,0 | 3.10,7 |      |

## Виступи

### 1957
| Дата                  | Дистанція | Змагання | Місто | Стадія | Місце | Результат | Примітки |
| --------------------- | --------- | -------- | ----- | ------ | ----- | --------- | -------- |
| в приміщенні          |           |          |       |        |       |           |          |
|                       |           |          |       |        |       |           |          |
| на відкритому повітрі |           |          |       |        |       |           |          |
|                       | 100 м     |          |       |        |       | 10,6      |          |
|                       | 200 м     |          |       |        |       | 21,6      |          |

### 1958
Цього року Вадим Архипчук вперше став чемпіоном СРСР (в естафеті 4х100 метрів) та УРСР (в бігу на 200 метрів), а також став рекордсменом УРСР (4х100 метрів).
| Дата                  | Дистанція | Змагання                                                                      | Місто        | Стадія | Місце | Результат | Примітки    |
| --------------------- | --------- | ----------------------------------------------------------------------------- | ------------ | ------ | ----- | --------- | ----------- |
| в приміщенні          |           |                                                                               |              |        |       |           |             |
|                       |           |                                                                               |              |        |       |           |             |
| на відкритому повітрі |           |                                                                               |              |        |       |           |             |
| [до 01.04.1958]       | 100 м     |                                                                               |              |        |       | 10,8      |             |
|                       | 200 м     | Чемпіонат УРСР                                                                |              | фінал  | 1     | 21,3      |             |
| 19-23.04.1958         | 200 м     | Загальносоюзні весняні змагання                                               | Нальчик СРСР | фінал  | 5     | 21,9      |             |
| 28.10-02.11.1958      | 200 м     | Командний чемпіонат СРСР                                                      | Тбілісі СРСР | фінал  | 3     | 21,9      |             |
| 28.10-02.11.1958      | 4х100 м   | Чемпіонат СРСР                                                                | Тбілісі СРСР | фінал  | 1     | 40,5      | рекорд УРСР |
| 28.10-02.11.1958      | 4х100 м   | УРСР (Ігор Тер-Ованесян, Вадим Архипчук, Михайло Бондаренко, Леонід Бартенєв) |              |        |       | 40,5      | рекорд УРСР |

### 1959
Цього року Вадим Архипчук вдруге поспіль став чемпіоном СРСР в естафеті 4х100 метрів та здобув три срібні нагороди на чемпіонаті УРСР (в бігу на 100 та 200 метрів, а також в естафеті 4х100 метрів).
| Дата                  | Дистанція | Змагання                                                                       | Місто          | Стадія | Місце | Результат | Примітки |
| --------------------- | --------- | ------------------------------------------------------------------------------ | -------------- | ------ | ----- | --------- | -------- |
| в приміщенні          |           |                                                                                |                |        |       |           |          |
| [ 2 ]                 | 100 м     | Загальносоюзні зимові змагання                                                 | Ленінград СРСР | фінал  | 4     | 10,9      |          |
| на відкритому повітрі |           |                                                                                |                |        |       |           |          |
| 08.05.1959            | 100 м     |                                                                                | Київ СРСР      | фінал  | 1     | 10,4      |          |
| 09.05.1959            | 200 м     |                                                                                | Київ СРСР      | фінал  | 1     | 21,3      |          |
| 12.05.1959            | 4х400 м   |                                                                                | Київ СРСР      | фінал  | 1     | 3.16,9    |          |
| 12.05.1959            | 4х400 м   | Спартак (Борис Юшко, Арнольд Мацулевич, Валентин Піотровський, Вадим Архипчук) |                |        |       | 3.16,9    |          |
| 16-17.05.1959         | 100 м     | Матчева зустріч УРСР-РРФСР-Москва-Ленінград                                    | Москва СРСР    | фінал  | 2     | 10,6      |          |
| [?].06.1959           | 100 м     | Чемпіонат УРСР                                                                 | Київ СРСР      | фінал  | 2     | 10,7      |          |
| [?].06.1959           | 200 м     | Чемпіонат УРСР                                                                 | Київ СРСР      | фінал  | 2     | 21,4      |          |
| 08.06.1959            | 4х100 м   | Чемпіонат УРСР                                                                 | Київ СРСР      | фінал  | 2     | 41,3      |          |
| 08.06.1959            | 4х100 м   | Київ (Віктор Усатий, Вадим Архипчук, Юрій Пініс, Леонід Бартенєв)              |                |        |       | 41,3      |          |
| [ 8 ]                 | 100 м     | Меморіал братів Знаменських                                                    | Москва СРСР    | фінал  | 6     | 10,8      |          |
| 9-14.08.1959          | 100 м     | Чемпіонат СРСР                                                                 | Москва СРСР    | фінал  | 6     | 10,7      |          |
| 9-14.08.1959          | 200 м     | Чемпіонат СРСР                                                                 | Москва СРСР    | фінал  | 4     | 21,9      |          |
| 14.08.1959            | 4х100 м   | Чемпіонат СРСР                                                                 | Москва СРСР    | фінал  | 1     | 40,9      |          |
| 14.08.1959            | 4х100 м   | УРСР (Ігор Тер-Ованесян, Вадим Архипчук, Михайло Бондаренко, Леонід Бартенєв)  |                |        |       | 40,9      |          |

### 1960
Цього року Вадим Архипчук став співавтором першого (з шести) в своїй кар'єрі рекорду УРСР в естафеті 4х400 метрів, а також взяв участь в Олімпійських іграх на дистанції 200 метрів.
| Дата                  | Дистанція | Змагання                                                                       | Місто            | Стадія        | Місце | Результат      | Примітки    |
| --------------------- | --------- | ------------------------------------------------------------------------------ | ---------------- | ------------- | ----- | -------------- | ----------- |
| в приміщенні          |           |                                                                                |                  |               |       |                |             |
| 19-21.03.1960         | 60 м      | Матчева зустріч УРСР-РРФСР-Москва-Ленінград                                    | Ленінград СРСР   | фінал         | 3     | 6,8            |             |
| на відкритому повітрі |           |                                                                                |                  |               |       |                |             |
| 04.04.1960            | 100 м     |                                                                                | Севастополь СРСР | фінал         | 1     | 10,2w          |             |
| 02.05.1960            | 200 м     |                                                                                | Нальчик СРСР     | фінал         |       | 21,1           |             |
| 21-22.05.1960         | 100 м     | Матчева зустріч УРСР-РРФСР-Москва-Ленінград                                    | Тула СРСР        | фінал         | 4     | 10,5           |             |
| 21-22.05.1960         | 200 м     | Матчева зустріч УРСР-РРФСР-Москва-Ленінград                                    | Тула СРСР        | фінал         | 2     | 21,7           |             |
| 22.05.1960            | 4х100 м   | Матчева зустріч УРСР-РРФСР-Москва-Ленінград                                    | Тула СРСР        | фінал         | 1     | 40,6           |             |
| 22.05.1960            | 4х100 м   | УРСР (Анатолій Редько, Вадим Архипчук, Михайло Бондаренко, Леонід Бартенєв)    |                  |               |       | 40,6           |             |
| 22.05.1960            | 4х400 м   | Матчева зустріч УРСР-РРФСР-Москва-Ленінград                                    | Тула СРСР        | фінал         | 1     | 3.11,9         | рекорд УРСР |
| 22.05.1960            | 4х400 м   | УРСР (Вадим Архипчук, Леонід Бартенєв, Абрам Кривошеєв, Арнольд Мацулевич)     |                  |               |       | 3.11,9         | рекорд УРСР |
| 11-12.06.1960         | 100 м     | Меморіал Януша Кусочинського                                                   | Варшава Польща   | фінал         | 4     | 10,8           |             |
| 11-12.06.1960         | 200 м     | Меморіал Януша Кусочинського                                                   | Варшава Польща   | фінал         | 2     | 21,6           |             |
| 15-18.07.1960         | 200 м     | Чемпіонат СРСР                                                                 | Москва СРСР      | фінал         | 4     | 21,6           |             |
| 25.07.1960            | 200 м     |                                                                                | Біла Церква СРСР | фінал         | 1     | 20,7           |             |
| 02.09.1960            | 200 м     | Олімпійські ігри                                                               | Рим Італія       | забіг 1       | 2     | 21,5           |             |
| 02.09.1960            | 200 м     | Олімпійські ігри                                                               | Рим Італія       | чвертьфінал 2 | 5     | 21,5 (0,0 м/с) |             |
| 04.09.1960            | 400 м     |                                                                                | Київ СРСР        | фінал         | 1     | 46,9           |             |
| 11.09.1960            | 100 м     |                                                                                | Баку СРСР        | фінал         | 1     | 10,4           |             |
| 25-29.09.1960         | 200 м     | Першість ДСТ профспілок                                                        | Краснодар СРСР   | фінал         | 3     | 21,8           |             |
| 19.10.1960            | 4х400 м   | Командна першість СРСР                                                         | Київ СРСР        | фінал         | 2     | 3.11,2         |             |
| 19.10.1960            | 4х400 м   | Спартак (Костянтин Грачов, Абрам Кривошеєв, Вадим Архипчук, Арнольд Мацулевич) |                  |               |       | 3.11,2         |             |

### 1961
Цього року Вадим Архипчук змінив спеціалізацію, перейшовши на «довгий» спринт — біг на 400 метрів. І відразу — перші перемоги на чемпіонатах СРСР та УРСР. Крім цього — 4 рекорди УРСР на дистанції 400 метрів та в естафеті 4х400 метрів.
| Дата                  | Дистанція | Змагання                                                                    | Місто               | Стадія | Місце | Результат | Примітки    |
| --------------------- | --------- | --------------------------------------------------------------------------- | ------------------- | ------ | ----- | --------- | ----------- |
| в приміщенні          |           |                                                                             |                     |        |       |           |             |
|                       |           |                                                                             |                     |        |       |           |             |
| на відкритому повітрі |           |                                                                             |                     |        |       |           |             |
| 28.05.1961            | 400 м     | Матчева зустріч УРСР-РРФСР-Москва-Ленінград                                 | Київ СРСР           | фінал  | 1     | 47,7      |             |
| 29.05.1961            | 4х100 м   | Матчева зустріч УРСР-РРФСР-Москва-Ленінград                                 | Київ СРСР           | фінал  | 1     | 40,6      |             |
| 29.05.1961            | 4х100 м   | УРСР (Анатолій Редько, Леонід Бартенєв, Вадим Архипчук, Віктор Усатий)      |                     |        |       | 40,6      |             |
| 29.05.1961            | 4х400 м   | Матчева зустріч УРСР-РРФСР-Москва-Ленінград                                 | Київ СРСР           | фінал  | 2     | 3.11,2    | рекорд УРСР |
| 29.05.1961            | 4х400 м   | УРСР (Костянтин Грачов, Віктор Привин, Леонід Бартенєв, Вадим Архипчук)     |                     |        |       | 3.11,2    | рекорд УРСР |
| 15.07.1961            | 400 м     | Матчева зустріч СРСР-США                                                    | Москва СРСР         | фінал  | 4     | 47,6      |             |
| 16.07.1961            | 4х400 м   | Матчева зустріч СРСР-США                                                    | Москва СРСР         | фінал  | 2     | 3.11,6    |             |
| 16.07.1961            | 4х400 м   | СРСР (Леонід Бартенєв, Віктор Любимов, Вадим Архипчук, Валентин Рахманов)   |                     |        |       | 3.11,6    |             |
| 12.08.1961            | 100 м     | Загальносоюзна спартакіада профспілок                                       | Москва СРСР         | фінал  | 4     | 10,5      |             |
| 16.08.1961            | 400 м     | Загальносоюзна спартакіада профспілок                                       | Москва СРСР         | фінал  | 1     | 47,1      | рекорд УРСР |
| 14.08.1961            | 4х400 м   | Загальносоюзна спартакіада профспілок                                       | Москва СРСР         | фінал  | 1     | 3.12,7    |             |
| 14.08.1961            | 4х400 м   | УРСР (Костянтин Грачов, Віктор Привин, Арнольд Мацулевич, Вадим Архипчук)   |                     |        |       | 3.12,7    |             |
| 04.09.1961            | 400 м     | Чемпіонат УРСР                                                              | Київ СРСР           | фінал  | 1     | 46,9      | рекорд УРСР |
| 15.09.1961            | 4х100 м   | Матчева зустріч УРСР-Чехословаччина                                         | Брно Чехословаччина | фінал  | 1     | 40,7      |             |
| 15.09.1961            | 4х100 м   | УРСР (Анатолій Редько, Леонід Бартенєв, Вадим Архипчук, В'ячеслав Хричов)   |                     |        |       | 40,7      |             |
| 15.09.1961            | 400 м     | Матчева зустріч УРСР-Чехословаччина                                         | Брно Чехословаччина | фінал  | 2     | 47,7      |             |
| 16.09.1961            | 4х400 м   | Матчева зустріч УРСР-Чехословаччина                                         | Брно Чехословаччина | фінал  | 1     | 3.10,4    | рекорд УРСР |
| 16.09.1961            | 4х400 м   | УРСР (Костянтин Грачов, Арнольд Мацулевич, Василь Анисимов, Вадим Архипчук) |                     |        |       | 3.10,4    | рекорд УРСР |
| 22.09.1961            | 200 м     |                                                                             | Харків СРСР         | фінал  | 1     | 21,3      |             |
| 03-09.10.1961         | 400 м     | Чемпіонат СРСР                                                              | Тбілісі СРСР        | фінал  | 1     | 47,0      |             |
| 06.10.1961            | 4х400 м   | Чемпіонат СРСР                                                              | Тбілісі СРСР        | фінал  | 3     | 3.11,7    |             |
| 06.10.1961            | 4х400 м   | УРСР (Костянтин Грачов, Віктор Привин, Василь Анисимов, Вадим Архипчук)     |                     |        |       | 3.11,7    |             |

### 1962
З цього року Вадим Архипчук став виступати за Спортивний клуб Збройних Сил, перейшовши з Добровільного товариства «Спартак». Водночас, Віктор Луньков, залишаючись працювати в товаристві «Спартак», продовжував бути тренером спортсмена. У 1962 році Вадим вдруге поспіль став чемпіоном СРСР на дистанції 400 метрів та вперше — в естафеті 4х400 метрів.
| Дата                  | Дистанція | Змагання                                                                       | Місто             | Стадія     | Місце | Результат | Примітки    |
| --------------------- | --------- | ------------------------------------------------------------------------------ | ----------------- | ---------- | ----- | --------- | ----------- |
| в приміщенні          |           |                                                                                |                   |            |       |           |             |
|                       |           |                                                                                |                   |            |       |           |             |
| на відкритому повітрі |           |                                                                                |                   |            |       |           |             |
| 20-21.05.1962         | 400 м     | Матчева зустріч УРСР-РРФСР-Москва-Ленінград-БРСР                               | Ленінград СРСР    | фінал      | 1     | 48,2      |             |
| 01.06.1962            | 200 м     |                                                                                | Київ СРСР         | фінал      | 1     | 21,5      |             |
| 30.06-01.07.1962      | 400 м     | Меморіал братів Знаменських                                                    | Москва СРСР       | фінал      | 3     | 46,9      |             |
| 21.07.1962            | 400 м     | Матчева зустріч СРСР-США                                                       | Пало-Альто США    | фінал      | 3     | 46,9      |             |
| 22.07.1962            | 4х400 м   | Матчева зустріч СРСР-США                                                       | Пало-Альто США    | фінал      | 2     | 3.09,9    |             |
| 22.07.1962            | 4х400 м   | СРСР (Вадим Архипчук, Віктор Бичков, Василь Анисимов, Григорій Свербетов)      |                   |            |       | 3.09,9    |             |
| 12.08.1962            | 400 м     | Чемпіонат СРСР                                                                 | Москва СРСР       | фінал      | 1     | 46,8      | рекорд УРСР |
| 12.09.1962            | 400 м     | Чемпіонат Європи                                                               | Белград Югославія | забіг 2    | 1     | 47,4      |             |
| 13.09.1962            | 400 м     | Чемпіонат Європи                                                               | Белград Югославія | півфінал 2 | 4     | 46,7      | рекорд УРСР |
| 15.09.1962            | 4х400 м   | Чемпіонат Європи                                                               | Белград Югославія | забіг 1    | 4     | 3.11,7    |             |
| 15.09.1962            | 4х400 м   | СРСР (Віктор Бичков, Валерій Булишев, Вадим Архипчук, Василь Анисимов)         |                   |            |       | 3.11,7    |             |
| 13-19.10.1962         | 400 м     | Командний чемпіонат СРСР                                                       | Ташкент СРСР      | фінал      | 1     | 47,5      |             |
| 13-19.10.1962         | 4х400 м   | Чемпіонат СРСР                                                                 | Ташкент СРСР      | фінал      | 1     | 3.11,6    |             |
| 13-19.10.1962         | 4х400 м   | Збройні Сили УРСР (В. Руденко, А. Гаврющенко, Василь Анисимов, Вадим Архипчук) |                   |            |       | 3.11,6    |             |

### 1963
| Дата                  | Дистанція | Змагання                                                                    | Місто       | Стадія | Місце | Результат | Примітки    |
| --------------------- | --------- | --------------------------------------------------------------------------- | ----------- | ------ | ----- | --------- | ----------- |
| в приміщенні          |           |                                                                             |             |        |       |           |             |
|                       |           |                                                                             |             |        |       |           |             |
| на відкритому повітрі |           |                                                                             |             |        |       |           |             |
| 18.05.1963            | 400 м     | Матчева зустріч УРСР-РРФСР-Москва-Ленінград-БРСР                            | Москва СРСР | фінал  | 1     | 47,5      |             |
| 19.05.1963            | 4х400 м   | Матчева зустріч УРСР-РРФСР-Москва-Ленінград-БРСР                            | Москва СРСР | фінал  | 1     | 3.14,7    |             |
| 19.05.1963            | 4х400 м   | УРСР (Костянтин Грачов, Абрам Кривошеєв, Віктор Привин, Вадим Архипчук)     |             |        |       | 3.14,7    |             |
| 07.06.1963            | 100 м     |                                                                             | Київ СРСР   | фінал  | 1     | 10,4      |             |
| 08.06.1963            | 200 м     |                                                                             | Київ СРСР   | фінал  | 1     | 21,2      |             |
| 07-12.07.1963         | 200 м     | Чемпіонат УРСР                                                              | Київ СРСР   | фінал  | 1     | 21,3      |             |
| 11.07.1963            | 400 м     | Чемпіонат УРСР                                                              | Київ СРСР   | фінал  | 1     | 46,4      | рекорд УРСР |
| 20.07.1963            | 400 м     | Матчева зустріч СРСР-США                                                    | Москва СРСР | фінал  | 2     | 46,3      | рекорд УРСР |
| 21.07.1963            | 4х400 м   | Матчева зустріч СРСР-США                                                    | Москва СРСР | фінал  | 1     | 3.08,6    | рекорд СРСР |
| 21.07.1963            | 4х400 м   | УРСР (Григорій Свербетов, Василь Анисимов, Валерій Булишев, Вадим Архипчук) |             |        |       | 3.08,6    | рекорд СРСР |
| 11.08.1963            | 400 м     | Чемпіонат СРСР                                                              | Москва СРСР | фінал  | 1     | 46,5      |             |
| 13.08.1963            | 200 м     | Чемпіонат СРСР                                                              | Москва СРСР | фінал  | 2     | 21,4      |             |
| 9-15.08.1963          | 4х400 м   | Чемпіонат СРСР                                                              | Москва СРСР | забіг  |       | 3.13,8    |             |
| 9-15.08.1963          | 4х400 м   |                                                                             |             |        |       | 3.13,8    |             |
| 15.08.1963            | 4х400 м   | Чемпіонат СРСР                                                              | Москва СРСР | фінал  | 1     | 3.09,4    | рекорд УРСР |
| 15.08.1963            | 4х400 м   | УРСР (Костянтин Грачов, Абрам Кривошеєв, Василь Анисимов, Вадим Архипчук)   |             |        |       | 3.09,4    | рекорд УРСР |
| 31.08-04.09.1963      | 400 м     | Першість Збройних Сил СРСР                                                  | Київ СРСР   | фінал  | 1     | 47,1      |             |
| 14.09.1963            | 400 м     | Матчева зустріч УРСР-Чехословаччина                                         | Київ СРСР   | фінал  | 1     | 46,9      |             |
| 15.09.1963            | 4х400 м   | Матчева зустріч УРСР-Чехословаччина                                         | Київ СРСР   | фінал  | 1     | 3.09,8    |             |
| 15.09.1963            | 4х400 м   | УРСР (Віктор Привин, Абрам Кривошеєв, Василь Анисимов, Вадим Архипчук)      |             |        |       | 3.09,8    |             |
| 19.10.1963            | 400 м     | Матчева зустріч УРСР-Угорщина                                               | Ялта СРСР   | фінал  | 1     | 47,6      |             |
| 20.10.1963            | 4х400 м   | Матчева зустріч УРСР-Угорщина                                               | Ялта СРСР   | фінал  | 1     | 3.09,2    | рекорд УРСР |
| 20.10.1963            | 4х400 м   | УРСР (Віктор Привин, Абрам Кривошеєв, Василь Анисимов, Вадим Архипчук)      |             |        |       | 3.09,2    | рекорд УРСР |

### 1964
| Дата                  | Дистанція | Змагання | Місто            | Стадія        | Місце | Результат | Примітки                          |
| --------------------- | --------- | --- | ---------------- | ------------- | ----- | --------- | --------------------------------- |
| в приміщенні          |           | |                  |               |       |           |                                   |
|                       | 300 м     | Загальносоюзні зимові змагання                                                                              | Ленінград СРСР   | фінал         | 1     | 34,6      | вище досягнення СРСР в приміщенні |
|                       | 600 м     | Загальносоюзні зимові змагання                                                                              | Ленінград СРСР   | фінал         | 1     | 1.19,6    |                                   |
| на відкритому повітрі |           | |                  |               |       |           |                                   |
| 30.05.1964            | 400 м     | Матчева зустріч УРСР-РРФСР-Москва-Ленінград-БРСР                                                            | Мінськ СРСР      | фінал         | 1     | 47,4      |                                   |
| 11.06.1964            | 400 м     | Матчева зустріч олімпійських команд спортивних товариств профспілок, Збройних Сил, «Динамо» та «Буревісник» | Рига СРСР        | фінал         | 1     | 47,0      |                                   |
| 12.06.1964            | 4х400 м   | Матчева зустріч олімпійських команд спортивних товариств профспілок, Збройних Сил, «Динамо» та «Буревісник» | Рига СРСР        | фінал         | 1     | 3.08,6    |                                   |
| 12.06.1964            | 4х400 м   | Збройні Сили (Валерій Фролов, Василь Анисимов, Віктор Бичков, Вадим Архипчук)                               |                  |               |       | 3.08,6    |                                   |
| 05.07.1964            | 400 м     | Меморіал братів Знаменських                                                                                 | Москва СРСР      | фінал         | 1     | 47,1      |                                   |
| 12.07.1964            | 200 м     | | Тарту СРСР       | фінал         | 1     | 21,4      |                                   |
| 25.07.1964            | 400 м     | Матчева зустріч СРСР-США                                                                                    | Лос-Анджелес США | фінал         | 3     | 47,0      |                                   |
| 26.07.1964            | 4х400 м   | Матчева зустріч СРСР-США                                                                                    | Лос-Анджелес США | фінал         | 2     | 3.11,3    |                                   |
| 26.07.1964            | 4х400 м   | СРСР (Вадим Архипчук, Валерій Фролов, Василь Анисимов, Віктор Бичков)                                       |                  |               |       | 3.11,3    |                                   |
| 29.08.1964            | 400 м     | Чемпіонат СРСР                                                                                              | Київ СРСР        | фінал         | 2     | 46,8      |                                   |
| 30.08.1964            | 4х400 м   | Чемпіонат СРСР                                                                                              | Київ СРСР        | фінал         | 1     | 3.07,4    | рекорд СРСР                       |
| 30.08.1964            | 4х400 м   | Збройні Сили (Григорій Свербетов, Вадим Архипчук, Василь Анисимов, Віктор Бичков)                           |                  |               |       | 3.07,4    | рекорд СРСР                       |
| 12.09.1964            | 4х400 м   | | Київ СРСР        | фінал         | 1     | 3.07,3    | рекорд СРСР                       |
| 12.09.1964            | 4х400 м   | Збройні Сили (Григорій Свербетов, Вадим Архипчук, Василь Анисимов, Віктор Бичков)                           |                  |               |       | 3.07,3    | рекорд СРСР                       |
| 17.10.1964            | 400 м     | Олімпійські ігри                                                                                            | Токіо Японія     | забіг 2       | 3     | 47,7      |                                   |
| 17.10.1964            | 400 м     | Олімпійські ігри                                                                                            | Токіо Японія     | чвертьфінал 3 | 8     | 47,9      |                                   |
| 20.10.1964            | 4х400 м   | Олімпійські ігри                                                                                            | Токіо Японія     | забіг 1       | 2     | 3.07,4    |                                   |
| 20.10.1964            | 4х400 м   | СРСР (Григорій Свербетов, Віктор Бичков, Василь Анисимов, Вадим Архипчук)                                   |                  |               |       | 3.07,4    |                                   |
| 21.10.1964            | 4х400 м   | Олімпійські ігри                                                                                            | Токіо Японія     | фінал         | 7     | 3.05,9    | рекорд СРСР                       |
| 21.10.1964            | 4х400 м   | СРСР (Григорій Свербетов, Віктор Бичков, Василь Анисимов, Вадим Архипчук)                                   |                  |               |       | 3.05,9    | рекорд СРСР                       |

### 1965
| Дата                  | Дистанція | Змагання                                                                               | Місто         | Стадія | Місце | Результат | Примітки    |
| --------------------- | --------- | -------------------------------------------------------------------------------------- | ------------- | ------ | ----- | --------- | ----------- |
| в приміщенні          |           |                                                                                        |               |        |       |           |             |
|                       |           |                                                                                        |               |        |       |           |             |
| на відкритому повітрі |           |                                                                                        |               |        |       |           |             |
| 29.05.1965            | 400 м     | Матчева зустріч УРСР-РРФСР                                                             | Київ СРСР     | фінал  | 2     | 47,1      |             |
| 30.05.1965            | 4х400 м   | Матчева зустріч УРСР-РРФСР                                                             | Київ СРСР     | фінал  | 1     | 3.15,0    |             |
| 30.05.1965            | 4х400 м   | УРСР (Вадим Архипчук, Віктор Привин, Валерій Зимарев, Микола Шкарников)                |               |        |       | 3.15,0    |             |
| 03.07.1965            | 400 м     | Меморіал братів Знаменських                                                            | Мінськ СРСР   | фінал  | 2     | 47,5      |             |
| 18.07.1965            | 200 м     |                                                                                        | Київ СРСР     | фінал  | 4     | 21,3      |             |
| 18.07.1965            | 4х400 м   |                                                                                        | Київ СРСР     | фінал  | 2     | 3.14,0    |             |
| 18.07.1965            | 4х400 м   | СРСР (А. Шабалін, Микола Шкарников, Вадим Архипчук, Віктор Бичков)                     |               |        |       | 3.14,0    |             |
| 31.07.1965            | 400 м     | Матчева зустріч СРСР-США                                                               | Київ СРСР     | фінал  | 2     | 46,5      |             |
| 31.07.1965            | 4х400 м   | Матчева зустріч СРСР-США                                                               | Київ СРСР     | фінал  | -     | DQ        |             |
| 31.07.1965            | 4х400 м   | СРСР (Олександр Іванов, Вадим Архипчук, Василь Анисимов, Віктор Бичков)                |               |        |       | DQ        |             |
| 07-12.08.1965         | 200 м     | XIII Спартакіада Збройних Сил СРСР                                                     | Київ СРСР     | фінал  | 6     | 21,4      |             |
| 07-12.08.1965         | 400 м     | XIII Спартакіада Збройних Сил СРСР                                                     | Київ СРСР     | фінал  | 2     | 47,7      |             |
| 11.08.1965            | 4х400 м   | XIII Спартакіада Збройних Сил СРСР                                                     | Київ СРСР     | фінал  | 3     | 3.13,4    |             |
| 11.08.1965            | 4х400 м   | Київський військовий округ (А. Шабалін, В. Пантелеєв, Василь Анисимов, Вадим Архипчук) |               |        |       | 3.13,4    |             |
| 21.08.1965            | 400 м     | Кубок Європи (півфінальні змагання)                                                    | Осло Норвегія | фінал  | 3     | 47,4      |             |
| 22.08.1965            | 4х400 м   | Кубок Європи (півфінальні змагання)                                                    | Осло Норвегія | фінал  | 2     | 3.09,9    |             |
| 22.08.1965            | 4х400 м   | СРСР (Борис Савчук, Вадим Архипчук, Василь Анисимов, Віктор Бичков)                    |               |        |       | 3.09,9    |             |
| 11.09.1965            | 400 м     | Кубок Європи (фінальні змагання)                                                       | Штутгарт ФРН  | фінал  | 6     | 47,4      |             |
| 12.09.1965            | 4х400 м   | Кубок Європи (фінальні змагання)                                                       | Штутгарт ФРН  | фінал  | 3     | 3.09,0    |             |
| 12.09.1965            | 4х400 м   | СРСР (Імантс Куклич, Віктор Бичков, Василь Анисимов, Вадим Архипчук)                   |               |        |       | 3.09,0    |             |
| 22.09.1965            | 4х400 м   |                                                                                        | Київ СРСР     | фінал  | 1     | 3.14,0    |             |
| 22.09.1965            | 4х400 м   | Київ (Аркадій Ліпшеєв, Микола Шкарников, Вадим Архипчук, Володимир Булатов)            |               |        |       | 3.14,0    |             |
| 02.10.1965            | 400 м     | Матчева зустріч СРСР-Франція                                                           | Париж Франція | фінал  | 2     | 47,2      |             |
| 03.10.1965            | 4х400 м   | Матчева зустріч СРСР-Франція                                                           | Париж Франція | фінал  | 2     | 3.09,4    |             |
| 03.10.1965            | 4х400 м   | СРСР (Юліан Кащеєв, Віктор Бичков, Василь Анисимов, Вадим Архипчук)                    |               |        |       | 3.09,4    |             |
| 9-11,14-17.10.1965    | 400 м     | Чемпіонат СРСР                                                                         | Алма-Ата СРСР | фінал  | 1     | 46,5      |             |
| 17.10.1965            | 4х400 м   | Чемпіонат СРСР                                                                         | Алма-Ата СРСР | фінал  | 1     | 3.09,1    | рекорд УРСР |
| 17.10.1965            | 4х400 м   | УРСР (Григорій Свербетов, Василь Анисимов, Валерій Зимарев, Вадим Архипчук)            |               |        |       | 3.09,1    | рекорд УРСР |

### 1966
| Дата                  | Дистанція | Змагання                                                                     | Місто                  | Стадія | Місце | Результат | Примітки |
| --------------------- | --------- | ---------------------------------------------------------------------------- | ---------------------- | ------ | ----- | --------- | -------- |
| в приміщенні          |           |                                                                              |                        |        |       |           |          |
|                       |           |                                                                              |                        |        |       |           |          |
| на відкритому повітрі |           |                                                                              |                        |        |       |           |          |
| 28.05.1966            | 400 м     | Матчева зустріч УРСР-РРФСР                                                   | Волгоград СРСР         | фінал  | 1     | 47,5      |          |
| 29.05.1966            | 4х400 м   | Матчева зустріч УРСР-РРФСР                                                   | Волгоград СРСР         | фінал  | 1     | 3.13,3    |          |
| 29.05.1966            | 4х400 м   | УРСР (В. Скибнев, Микола Шкарников, Григорій Свербетов, Вадим Архипчук)      |                        |        |       | 3.13,3    |          |
| 17.06.1966            | 400 м     | Матчева зустріч СРСР-Велика Британія                                         | Лондон Велика Британія | фінал  | 4     | 48,4      |          |
| 18.06.1966            | 4х400 м   | Матчева зустріч СРСР-Велика Британія                                         | Лондон Велика Британія | фінал  | 1     | 3.10,7    |          |
| 18.06.1966            | 4х400 м   | СРСР (Олександр Устьянцев, Вадим Архипчук, Григорій Свербетов, Борис Савчук) |                        |        |       | 3.10,7    |          |
| 02-03.07.1966         | 400 м     | Меморіал братів Знаменських                                                  | Одеса СРСР             | фінал  | 5     | 47,8      |          |
| 14.08.1966            | 400 м     | Чемпіонат СРСР                                                               | Дніпропетровськ СРСР   | фінал  | 4     | 47,4      |          |

### 1967
| Дата                  | Дистанція | Змагання | Місто       | Стадія | Місце | Результат | Примітки |
| --------------------- | --------- | --- | ----------- | ------ | ----- | --------- | -------- |
| в приміщенні          |           | |             |        |       |           |          |
|                       |           | |             |        |       |           |          |
| на відкритому повітрі |           | |             |        |       |           |          |
| 04.06.1967            | 400 м     | |             | фінал  | 1     | 47,5      |          |
| 28.07.1967            | 4х400 м   | Чемпіонат СРСР                                                                                                  | Москва СРСР | забіг  | -     | DQ        |          |
| 28.07.1967            | 4х400 м   | Команда УРСР була дискваліфікована в забігу внаслідок порушення Вадимом Архипчуком правил передавання естафети. |             |        |       | DQ        |          |